# Upptakt
Upptakt (av tyskans Auftakt, motsvarande engelskans pickup eller anacrusis) är inom musiken en ofullständig takt som inleder ett musikstycke eller en fras. Upptakten är toner innan den första huvudaccenten, det vill säga innan det första taktslag som  markeras som "etta" i en takt (innan första downbeat på engelska, det vill säga innan ett taktslag som man traditionellt stampar ned på när man stampar takten).  

## Exempel
I sången Happy Birthday to You ligger ordet Happy på upptakten och Birth på första kompletta taktens första taktslag (första downbeat), vilket markeras.